# Масленченко, Сергей Валерьевич
Серге́й Вале́рьевич Масле́нченко (род. 14 февраля 1978, Осиповичи, Могилёвская область, Белорусская ССР, СССР) — российский и белорусский философ и культуролог. Ученик известного советского и белорусского учёного, философа и социолога, доктора философских наук, академика Национальной Академии Наук Беларуси Бабосова Евгения Михайловича. Автор монографий «Субкультура и коммуникация» (2000) и «Субкультура хакеров» (2005), «Социальная структура сетевого пространства» (2011), 7 пособий и более 30 научных статей в отечественных и зарубежных изданиях, соавтор первого в Беларуси учебного пособия «Основы современного естествознания»(2009), учебного пособия «Культурология» (2011). Имеет отечественные и зарубежные государственные и общественные награды, включая Благодарность Президента Республики Беларусь (2017). Заслуженный работник органов внутренних дел Республики Беларусь (2017).

## Биография
Окончил с отличием: Осиповичскую базовую школу № 4 (1993), историко-иностранный факультет Могилевского областного лицея № 1 при МГУ им. А. А. Кулешова (1995), отделение культурологии факультета философии и социальных наук Белорусского государственного университета (2000).

## Научные взгляды
Защитил диссертацию на тему «Субкультура хакеров как порождение информатизации общества» на факультете философии и политологии Санкт-Петербургского государственного университета (2008). Кандидат культурологии Российской Федерации (2009). Кандидат культурологии Республики Беларусь (2009).
Занимается исследованием проблем развития современной культуры в условиях её перехода к информационному обществу. Особое внимание уделяет анализу новых внутрикультурных образований.
В работах С. В. Масленченко осуществлена культурологическая реконструкция взаимодействия субкультуры, техники и средств и способов коммуникации в социокультурном развитии современного общества; проанализированы и теоретически интерпретированы инновации в технике и средствах коммуникации как факторы информатизации общества и зарождения субкультур нового типа; впервые в рамках отечественной культурологии применен структурно-функциональный метод в исследовании субкультур, формирующихся и развивающихся в условиях перехода общества к информационному типу цивилизации; впервые осуществлены культурологический анализ и теоретическая экспликация содержания, ценностных установок и типичных моделей активности нового внутрикультурного социально-стратификационного образования — субкультуры хакеров; произведена культурологическая реконструкция социокультурного пространства актуализации субкультуры хакеров — всемирной информационной сети — интернета, представлены характеристика его основных сфер и стратегий активности в них хакеров.
Выступает за возвращение ранее утраченных культурных ценностей белорусского народа.
Сторонник активного участия граждан в духовной жизни своей страны. Призывает к сотрудничеству государственных и частных музеев, с одной стороны, и частных коллекционеров, с другой. Пропагандирует идею постоянного выставления частных коллекций для всеобщего обозрения.

## Сочинения
Монографии
- Масленченко, С. В. Субкультура и коммуникация: монография / С. В. Масленченко. — Минск: Ин-т радиологии, 2003. — 90 с.
- Масленченко, С. В. Субкультура хакеров: монография / С. В. Масленченко, Т. В. Рязанцева. — Минск: Тонпик, 2005. — 56 с.
- Масленченко, С. В. Социальная структура сетевого пространства: монография / С. В. Масленченко. — Минск: А.Вараксин, 2011. — 202 с.

Научные статьи в рецензируемых журналах
- Масленченко, С. В. Анализ социальных ролей в субкультуре хакеров / С. В. Масленченко // Аналитика культурологии: сетевое научное электронное изда-ние; № 1 (10), 2008. — Режим доступа: http://www.analiculturolog.ru/index.php?module=subjects&func=viewpage&pageid=456, свободный — Загл. с экрана.
- Масленченко, С. В. Виды культуры: тестовые задания / С. В. Масленченко // Чалавек. Грамадства. Свет. — 2006. — № 3. — С. 99-101.
- Масленченко, С. В. Интернет как социальное пространство / С. В. Масленченко // Теократия. — 2004. — № 2. — С. 98-105.
- Масленченко, С. В. Информационные технологии манипулирования общественным сознанием и духовная безопасность / С. В. Масленченко // Управление защитой информации. — 2006. — Т. 10. № 3. — С. 352—356.
- Масленченко, С. В. Киберкультура и молодёжь: потенциальные векторы взаимовлияния / С. В. Масленченко // Управление защитой информации. — 2007. — № 2. — С. 245—249.
- Масленченко, С. В. Культура как стратегия / С. В. Масленченко // Вест. Акад. МВД Респ. Беларусь. — 2002. — № 3. — С. 187—189.
- Масленченко, С. В. Массовая коммуникация и свобода человека / С. В. Масленченко // Вест. Акад. МВД Респ. Беларусь. — 2002. — № 4. — С. 185—187.
- Масленченко, С. В. Мировоззренческие основы идеологического воспитания обучаемых в Академии МВД Республики Беларусь / С. В. Масленченко // Вест. Акад. МВД Респ. Беларусь. — 2004. — № 2. — С. 20-21.
- Масленченко, С. В. Многомерность культуры: обзор, тестовые задания / С. В. Масленченко // Чалавек. Грамадства. Свет. — 2007. — № 4. — С. 26-30.
- Масленченко, С. В. Субкультура и контркультура: коммуникативно-функциональный подход / С. В. Масленченко // Вест. Акад. МВД Респ. Бела-русь. — 2004. — № 1. — С.185-187.
- Масленченко, С. В. Экономико-политические аспекты Интернет-пространства / С. В. Масленченко // Новая экономика. — 2006. — № 1-2. — С. 37-49.
- Масленченко, С. В. Этические регуляторы корпоративных участников Интернет-пространства / С. В. Масленченко // Управление защитой информации. — 2006. — Т.10. — № 1. — С. 74-76.
- Масленченко, С. В. СМИ как фактор трансформации ценностных ориентиров / С. В. Масленченко, Т. В. Рязанцева // Управление защитой информации. — 2006. — Т. 10. — № 4. — С. 475—480.
- Масленченко, С. В. Криминологический и социокультурный анализ молодёжной субкультуры хакеров / С. В. Масленченко, Н. Е. Щербак // Управление защитой информации. — Т.6. — № 1. — С. 110—122.
- Масленченко, С. В. Социальные роли субкультуры хакеров / С. В. Масленченко // Известия РГПУ им. А. И. Герцена. Аспирантские тетради. — СПб., 2008. — № 27. — С.65 — 68.

Материалы научных конференций
- Масленченко, С. В. Белорусский сегмент преступности в сфере высоких технологий / С. В. Масленченко // Милиции Беларуси 90 лет: история и современность: материалы науч.-практ. конф., Минск, 27 февр. 2007 г. / М-во внутр. дел Респ. Беларусь, Акад. МВД Респ. Беларусь; редкол.: К. И. Барвинок (отв. ред.) и [др.]. — Минск, 2007. — С. 100—104.
- Масленченко, С. В. Внитрикультурная и межкультурная коммуникация в условиях глобализации и демократизации / С. В. Масленченко // Многоуровневая система подготовки кадров: материалы межвуз. науч.-метод. конф., Минск, 25 января 2004 г. / Акад. МВД Респ. Беларусь, 2004. — С. 53-55.
- Масленченко, С. В. Духовная безопасность через призму эволюции техники и общества / С. В. Масленченко //Комплексная защита информации: материалы XI междунар. конф., Новополоцк, 20-23 марта 2007 г. / отв. ред. А. П. Леонов — Минск: Амалфея, 2007. — С. 304—310.
- Масленченко, С. В. Интернет как социальное пространство / С. В. Масленченко //Социологическое знание и социальные процессы в современном белорусском обществе: сб. материалов Третьей межинститут. науч.-практич. конф. молодых ученых, Минск, 27 июня 2003 г./ НАН Беларуси, Ин-т социологии. — Минск: ООО «ФУАинформ», 2003. — С. 221—227.
- Масленченко, С. В. Информационное общество и кризис духовности / С. В. Масленченко //Комплексная защита информации: сборник материалов IX международной конференции / отв. ред. А. П. Леонов. — Минск, 2005. — С. 193—194.
- Масленченко, С. В. Контент-анализ субкультуры хакеров / С. В. Масленченко //Комплексная защита информации: сб. материалов VIII междунар. конф., Вал-дай (Россия), 23-26 марта 2004 г. / отв. ред. А. П. Леонов. — Минск, 2004. — С. 229—231.
- Масленченко, С. В. Кризис духовности: антиномия культуры и цивилизации / С. В. Масленченко // Духовно-нравственное и физическое оздоровление общества: состояние, проблемы, поиск эффективных форм и методов: материалы респ. науч.-практ. конф., Минск, 23-24 декабря 2003 г.: в 2 ч. / БГУ. — Минск, 2005. — Ч. 2 — С. 27-29.
- Масленченко, С. В. Массовая коммуникация и свобода человека / С. В. Масленченко // Стратегии коммуникативного поведения: материалы докл. между-нар. науч. конф., Минск, 3-4 мая 2001 г.: в 3 ч. /Минск. гос. лингв. ун-т. — Минск, 2001. — Ч. 1 — С.49-53.
- Масленченко, С. В. Молодёжная субкультура и девиантное поведение / С. В. Масленченко //Проблемы развития образования, юридической науки и практики: материалы международ. науч.-практич. конф., посвящ. 45-летию Акад. МВД Респ. Беларусь, Минск, 24-25 марта 2003 г./ Акад. МВД Респ. Беларусь; под общ. ред. д-ра юрид. наук, проф. И. И. Басецкого. — Минск, 2003. — С. 157—158.
- Масленченко, С. В. Проблемы социокультурного анализа субкультуры хакеров / С. В. Масленченко // Социально-политические, социально-экономические и социально-культурные проблемы трансформирующегося общества. сборник материалов Второй внутриинститут. науч.-практ. конф. молодых ученых и аспирантов, Минск, 28 июня 2002 г. — Минск: Современное слово, 2002. — С. 66-69.
- Масленченко, С. В. Пути исследования государственной идеологии в рамках аналитики культуры / С. В. Масленченко //Основы идеологии белорусского государства: методология и методика преподавания: сб. материалов науч.-практ. конф., Минск, 2003 г. / РИВШ БГУ; под ред. Яскевич Я. С. — Минск, 2003. — С. 50-51.
- Масленченко, С. В. Статистический анализ преступности в сфере высоких технологий / С. В. Масленченко //Комплексная защита информации : материалы XI междунар. конф., Новополоцк, 20-23 марта 2007 г. / отв. ред. А. П. Леонов. — Минск: Амалфея, 2007. — С. 311—313.
- Масленченко, С. В. Интертекстуальная природа киберкультуры и преступления / С. В. Масленченко, Т. В. Рязанцева //Комплексная защита информации: сб. материалов IX междунар. конф., Раубичи, 1-3 марта 2005 г. / отв. ред. А. П. Леонов. — Минск, 2005. — С. 195—196.
- Масленченко, С. В. О перспективах нравственной и правовой регламентации Интернет-активности физических лиц / С. В. Масленченко, Т. В. Рязанцева // Комплексная защита информации: сб. материалов Х междунар. конф., Суздаль, 4-7 апреля 2006 г. / отв. ред. А. П. Леонов. — Минск: Амалфея, 2006. — С. 184—185.

Тезисы докладов
- Масленченко, С. В. Субкультура хакеров как сегмент культуры // Комплексная защита информации / С. В. Масленченко //Тез. докладов VΙΙ междунар. конф. — Минск: Объединённый институт проблем информатики НАН Беларуси, 2003. — С. 169—170.

1. Масленченко, С. В. Стратификационный анализ кибер-преступности / С. В. Масленченко // Проблемы борьбы с преступностью и подготовки кадров для органов внутренних дел: тез. докл. междунар. науч.-практ. конф., посвящ. Дню бел. науки (Минск, 24 января 2007 г.)/ М-во внутрен. дел Респ. Беларусь, Акад. МВД Респ. Беларусь. — Минск: Акад. МВД Респ. Беларусь, 2007. — С. 174—175.

Учебно-методические пособия
- Масленченко, С. В. Культурология : учеб.-метод. пособие / П. Г. Мартысюк, С. В. Масленченко. — Минск: Акад. МВД Респ. Беларусь, 2003. — 40 с.
- Масленченко, С. В. Культурология: учебно-метод. пособие для слушателей и студентов факультета права / С. В. Масленченко, П. Г. Мартысюк, О. И. Адамюк. — Минск: Акад. МВД Респ. Беларусь, 2003. — 32 с.
- Масленченко, С. В. Культурология: учебно-метод. пособие для слушателей заочной формы обучения / С. В. Масленченко, П. Г. Мартысюк, О. И. Адамюк. — Минск: Акад. МВД Респ. Беларусь, 2004. — 52 с.
- Масленченко, С. В. Культурология: учебно-метод. пособие для курсантов дневной формы обучения / С. В. Масленченко, П. Г. Мартысюк, О. И. Адамюк. — Минск: Акад. МВД Респ. Беларусь, 2004. — 24 с.
- Масленченко, С. В. Культурология: учебно-метод. пособие для слушателей заочной формы обучения / С. В. Масленченко, П. Г. Мартысюк, О. И. Адамюк. — Минск: Акад. МВД Респ. Беларусь, 2005. — 52 с.
- Масленченко, С. В. Культурология: материалы к лекциям / С. В. Масленченко, П. Г. Мартысюк. — Минск: Акад. МВД Респ. Беларусь, 26с.